# Giovanni Strangio
Giovanni Strangio (Siderno, 3 gennaio 1979) è un mafioso italiano membro della 'ndrangheta.

## Biografia
Ricercato dal 2007 in Italia ed in Germania, è stato arrestato nel marzo 2009 ad Amsterdam assieme al cognato Francesco, anche lui latitante. Era inserito nell'elenco dei trenta latitanti più pericolosi d'Italia. Le indagini che hanno portato all'arresto si sono basate sull'uso delle intercettazioni telefoniche; telefonate con le quali Strangio manteneva i rapporti con la cosca madre di San Luca.
Strangio era ricercato per la strage di Duisburg del 15 agosto 2007. È sospettato di essere stato uno dei due sicari che uccisero sei persone di fronte al ristorante "Da Bruno", vicino alla stazione ferroviaria principale. Furono sparati più di 70 proiettili. La carneficina fa parte della lunga guerra tra due clan della 'ndrangheta di San Luca, in Calabria, i Pelle-Vottari-Romeo e i Nirta-Strangio.
Come si deduce dal cognome, egli fa parte del clan Nirta-Strangio ed è parente di Maria Strangio, moglie di Giovanni Luca Nirta, uccisa il 25 dicembre 2006 durante un tentativo di uccidere suo marito. L'assassinio ravvivò la faida di San Luca, che era iniziata nel 1991. Strangio fu arrestato al funerale di Maria Strangio, dove si presentò con una pistola, presumibilmente per uccidere dei membri del clan Pelle-Romeo. È stato arrestato dopo un piccolo scontro a fuoco nel quale è stato lievemente ferito. È stato arrestato e rilasciato nel luglio 2007.
Strangio tornò in Germania, dove gestì "Tonis Pizza" a Kaarst, nella Renania Settentrionale-Vestfalia. Da là Strangio preparò l'attacco al clan rivale, di cui faceva parte Marco Marmo, il principale sospettato dell'omicidio di Maria Strangio, che fu ucciso nella strage. Strangio divenne rapidamente un sospettato. Il suo appartamento a Kaarst fu perquisito e fu appurato che l'aveva abbandonato in tutta fretta lasciandosi dietro una grande quantità di denaro.
Il 18 dicembre 2007 quattro sospettati del massacro di Duisburg sono stati arrestati, ma Giovanni Strangio rimase latitante. Il secondo sicario si crede che sia Giuseppe Nirta, ricercato anche per traffico internazionale di cocaina. Giovanni Strangio non va confuso con Sebastiano Strangio, il proprietario del ristorante Da Bruno, che, a dispetto del cognome, appartiene al clan rivale dei Pelle-Vottari-Romeo.

## Processo
Il 12 luglio 2011 Giovanni Strangio è stato condannato all'ergastolo dalla corte d'assise di Locri in quanto ritenuto principale organizzatore ed esecutore della strage di Duisburg del 2007.